# Only my railgun
〈only my railgun〉(온리 마이 레일건, 일본어: オンリー マイ レールガン)은 fripSide(제2기)의 첫 번째 싱글이다. 2009년 11월 4일 제네온 유니버설에서 발매되었다.

## 개요
fripSide의 새 보컬 난조 요시노가 부른 첫 싱글. fripSide는 본 앨범으로 다시 메이저 데뷔했다.
표제곡 〈only my railgun〉은 애니메이션 《어떤 과학의 초전자포》의 전반기 오프닝 곡이다. 초회한정판(GNCA-0151)과 통상판(GNCA-0152)의 두 종류로 발매되었는데, 초회한정판에는 표제곡의 뮤직 비디오가 수록된 DVD가 동봉되었다. 이 뮤직 비디오에는, 《어떤 과학의 초전자포》(및 《어떤 마술의 금서목록》)의 세계관을 모티브로, 보컬 난조 요시노와 학생들이 등장하며, 또한 의외의 캐스팅으로 마술사 마기 신지가 출연하는 등, 본 싱글의 한 화제였다.
2009년 11월 16일 오리콘 차트 주간 싱글 차트 3위에 올랐으며, 자기최고순위 및 최고 초동 판매수를 기록했다. 또한, 다음 싱글인 〈LEVEL5-judgelight-〉에서 최고 초동 판매수 기록을 경신했다.
〈only my railgun〉의 CD를 특정 점포에서 예약 구입한 사람은 선착순으로 표를 증정받아, 11월 29일 도쿄 스쿨 오브 뮤직(카사이(葛西) 교), 12월 6일 이시마루(石丸) 소프트 본점 7층 홀에서 개최된 CD 발매 기념 이벤트에 참가할 수 있었다.
코나미 디지털 엔터테인먼트의 2010년 6월 가동한 《DanceDanceRevolutionX2》와 2010년 7월 가동한 《jubeat knit》에서 본인 가창의 본 곡이 수록되었다(DDR의 영상은 본 곡의 PV를 그대로 사용하고 있다). 최신작 〈pop'n music 19 Tune Street〉에 수록(커버).
표제곡은 2010년 11월 28일 발표된 제15회 애니메이션 고베상에서 《라디오 간사이 상·AM 고베상(주제가상)》을 수상했다. 또한 아니메로믹스(도완고)가 발표한 2010년도 연간 랭킹에서는, 벨소리 부문에서 다른 주제곡들을 제치고 1위를 차지했다.
2010년 12월에는 야기누마 사토시가 프로듀스하는 복면 밴드 나가레다 Project(流田Project)가 메이저 데뷔 앨범 《나가레다P(流田P)》에서 커버하고 있다.

## 수록곡
CD
1. only my railgun [4:17]
작사: 야기누마 사토시·yuki-ka, 작곡·편곡: 야기누마 사토시
TV 애니메이션 《어떤 과학의 초전자포》 전반기 오프닝 테마
2. late in autumn [6:09]
작사: 난조 요시노·yuki-ka, 작곡·편곡: 야기누마 사토시
3. only my railgun -Instrumental-
4. late in autumn -Instrumental-

DVD(초회한정판에만 해당)
1. only my railgun PV
2. MAKING
3. SPOT In Stores Now ver.
4. SPOT Special ver.